# Skruvtransportör

En skruvtransportörs princip.

En skruvtransportör eller transportskruv är en skruvliknande spiral som mellan spiralerna kan transportera bulkgods, till exempel flis, sågspån, bark, pellets, kol eller aska liksom olika jordbruksprodukter. Principen är densamma som Arkimedes skruv använder, där en roterande rörelse överförs i en framåt- eller uppåtgående rörelse. Skruvtransportörer används i exempelvis processindustri och sågverk, samt i kraftverk för att transportera fasta material relativt korta sträckor (upp till cirka 10 m).
I massaindustrin används så kallade vandrande skruvar som vandrar (rör sig) fram och tillbaka under flisstackar och drar eller matar ut flisen till någon annan transportör, till exempel ett transportband, som för materialet vidare till efterföljande processteg.
En siwertellossare är en vertikal skruvtransportör för bulkfraktfartyg med en särskild patentskyddad inmatare. 
Förutvarande Nordströms linbanor AB i Enköping, utvecklade på 1950-talet en patenterad typ av vertikal skruvtransportör med stödlager av hårdmetall, som kommit till vidsträckt användning speciellt inom cementindustrin i Sverige och utomlands. Förutsatt, att varvtalet är tillräckligt högt, uppnår man kapaciteter på upp till 225 ton/timme av torrt cementpulver, utan att särskild inmatare behövs. Cementas anläggning på Lövholmen, Liljeholmen, Stockholm har sedan 1950-talet ersatt skrymmande skopelevatorer med vertikala skruvtransportörer. De har fördelen av att vara föga utrymmeskrävande, men kräver starkare motorer.